# Устюрт
Устюрт (каз. Үстірт / Üstırt, каракалп. Ústirt / Үстирт, туркм. Ustýurt, узб. Ustyurt / Устюрт) — пустыня и одноимённое плато на западе Средней Азии (в Казахстане, Туркменистане и Узбекистане), расположенное между Мангышлаком и заливом Кара-Богаз-Гол на западе, Аральским морем и дельтой Амударьи на востоке.

## Физико-географическая характеристика

Чинки плато Устюрт. Урочище Бозжыра

Площадь около 200 тысяч км². Основной ландшафт представляет собой глинистую полынную и полынно-солянковую пустыню, юго-восточная часть плато — глинисто-щебнистая пустыня. Большая часть этого плато покрыта растительностью, переходной от подзоны северных (полынно-солянковых) пустынь к подзоне южных (эфемерово-полынных) пустынь. В физико-географическом отношении Устюрт является самостоятельным округом Мангышлак-Устюртской провинции северной подзоны пустынь.
В центре плато расположена возвышенность — увал Карабаур.

## Фауна
До середины XX века традиционная фауна Устюрта насчитывала следующие виды млекопитающих: стрелоух Гемприха, медоед, перевязка, джейран, каракал, манул, устюртский муфлон, барханный кот, гепард и леопард. Последние три вида считались здесь истреблёнными к середине XX века. Однако, муфлон и леопард были вновь здесь обнаружены в XX веке. Осенью 2018 года ранее считавшийся исчезнувшим устюртский муфлон был вновь обнаружен дроном на плато на территории Казахстана. Устюртский государственный природный заповедник занимается работами по изучению и охране редких видов с 1984 года. В 2020 г. на территории Узбекистана создан национальный парк «Южный Устюрт».

## История
На плато Устюрт выделена айдаболская культура эпохи мезолита и неолита, ранее включавшаяся в состав кельтеминарской культуры. Устюрт являлся ещё одним из районов распространения Джетыасарско-Кердерской культуры (VI—VII века).
Учёные считают, что Устюрт — это дно высохшего моря, имевшегося тут в раннем и среднем кайнозое (21 миллион лет назад).

## Военные испытания
В 1980-х годах в юго-восточной части Устюрта (в окрестностях посёлка Жаслык) действовал военный полигон «Восьмая станция химической защиты», предназначенный для испытания химического оружия и средств защиты от него. Полигон эксплуатировался военнослужащими из расквартированных в Нукусе войсковых частей: испытательный химический полк (в/ч 44105) и центр по разработке средств защиты от химического оружия (в/ч 26382). Полигон закрыт в начале 1990-х годов.
Кроме того, на территории плато было проведено несколько подземных ядерных взрывов — в частности, три на территории Мангистауской области Казахстана в 1970-х годах (в районе полуострова Мангышлак в урочищах Актоты, Мулькаман и Киндикти).